# Burgstall Burggraben
Der Burgstall Burggraben ist eine abgegangene mittelalterliche Höhenburg bei Uttenhofen, einem Gemeindeteil der Stadt Pfaffenhofen an der Ilm im Landkreis Pfaffenhofen an der Ilm von Bayern. Die Anlage wird als Bodendenkmal unter der Aktennummer D-1-7435-0050 als „Burgstall des Mittelalters“ geführt.

## Geschichte
Zwischen 1078/85 wird ein „Ezzo de Otanhovan“ genannt. 1515 erfolgte vermutlich ein Umbau der Burg im Renaissancestil. 1632/34 wurde das Schloss im Dreißigjährigen Krieg durch die Schweden zerstört und danach wieder aufgebaut. Endgültig wurde die Anlage 1705 im Spanischen Erbfolgekrieg zerstört.

## Lage
Der zweigliedriger Burgstall mit einer Haupt- und einer Vorburg liegt in Spornlage auf einem bewaldeten Hügel, der leicht abfallend ins Ilmtal ausläuft auf 502 m ü. NHN und etwa 1450 m südöstlich der Pfarrkirche St. Sebastian in Uttenhofen. Im Urkataster von Bayern ist eine nierenförmige Anlage mit 120 m in Richtung Südwest-Nordost und 200 m in Richtung Nordwest-Südost zu erkennen. Das Kernwerk hat die Ausmaße von ca. 55 × 70 m. Mitte des 19. Jahrhunderts waren noch Ruinen sichtbar.